# Малинище
Малинище (укр. Малинище) — село в Подкаменской поселковой общине Золочевского района Львовской области Украины.
Население по переписи 2001 года составляло 18 человек. Занимает площадь 0,06 км². Почтовый индекс — 80664. Телефонный код — 3266.